# Aubrey Joseph
Aubrey Omari Joseph (New York, 26 novembre 1997) è un attore e cantante statunitense.

## Biografia
Aubrey Joseph è nato il 26 novembre 1997 a Brooklyn, New York. Ha iniziato la sua carriera studiando alla Professional Performing Arts School di New York.

## Filmografia

### Cinema
- Gigolò per caso (Fading Gigolo), regia di John Turturro (2013)[4][5]
- Death Pact, regia di Randall Einhorn – Film TV (2014)[6]
- Run All Night - Una notte per sopravvivere, regia di Jaume Collet-Serra (2015)
- The Inspection, regia di Elegance Bratton (2022)
- Bosco, regia di Nicholas Manuel Pino (2024)
- Highest 2 Lowest, regia di Spike Lee (2025)

### Televisione
- Law & Order - Unità vittime speciali (Law & Order: Special Victims Unit) – serie TV, 1 episodio (2014)
- The Night Of - Cos'è successo quella notte? – serie TV, 3 episodi (2016)
- Cloak & Dagger – serie TV (2018-2019)[7][8][9][10]
- Runaways – serie TV, 2 episodi (2016)
- Adult Ed. – serie TV, 2 episodi (2019)
- Spider-Man – serie TV, 3 episodi (2019-2020)
- Tanti piccoli fuochi (Little Fires Everywhere) – serie TV, 1 episodio (2020)

## Doppiatori italiani
Nelle versioni in italiano delle opere in cui ha recitato, Aubrey Joseph è stato doppiato da:
- Mattia Nissolino in Cloak & Dagger
- Federico Bebi in Run All Night - Una notte per sopravvivere
- Manuel Meli in Tanti piccoli fuochi